# Хамилтон (Мисисипи)
Хамилтон (енгл. Hamilton) насељено је место без административног статуса у америчкој савезној држави Мисисипи.

## Демографија
По попису из 2010. године број становника је 457.
| Група             | 2000.    | 2010.       |
| Белци             | 0 (0,0%) | 426 (93,2%) |
| Афроамериканци    | 0 (0,0%) | 18 (3,9%)   |
| Азијати           | 0 (0,0%) | 1 (0,2%)    |
| Хиспаноамериканци | 0 (0,0%) | 5 (1,1%)    |
| Укупно            | 0        | 457         |